# Mons Røisland
Mons Røisland, né 28 janvier 1997 à Lørenskog, est un snowboardeur norvègien spécialisé dans le freestyle, notamment Slopestyle et big air.

## Biographie
Il termine 20e de l'épreuve de big air aux Championnats du monde de 2017, 12e de l'épreuve de slopestyle aux Jeux olympiques d'hiver de 2018 et 7e de l'épreuve de slopestyle aux Championnats du monde de 2019.
Il participe aux Jeux olympiques d'hiver de 2022 où il remporte la médaille d'argent dans l'épreuve Big Air.

## Palmarès

### Jeux olympiques d'hiver
- Médaillé d'argent en Big air à Pékin en 2022.

### Championnats du monde
- Championnats du monde 2023 :
  -  Médaille d'argent en big air.

### Coupe du monde
- 1 gros globe de cristal :
  - Vainqueur du classement freestyle en 2022.
- 9 podiums dont 3 victoires.

#### Détails des victoires
| Épreuve / Édition | Big air         | Slopestyle  |
| ----------------- | --------------- | ----------- |
| 2016-2017         |                 | Kreischberg |
| 2017-2018         | Copper Mountain |             |
| 2018-2019         |                 | Kreischberg |